# 徐恒志
徐恒志（1915年—2007年3月5日），中国佛教居士，原籍浙江镇海。
徐恒志年轻时（约1939年）就开始学习佛法，并在能海上师处受三皈五戒，取法名定真。1945年，王骧陆来到上海，徐恒志随其学习心中心法。1950年代，在清定上师座下受瑜伽菩萨戒。
1980年代起，徐恒志居士在上海佛教居士林、厦门闽南佛学院、上海华东师范大学等处，作佛教专题演讲。1990年代曾前往美国洛杉矶、旧金山等地传讲佛法。曾担任上海市佛教协会第八届咨议委员、弘一大师研究会顾问、宁波佛教居士林名誉林长等。
2007年3月5日，徐恒志居士在上海去世。

## 主要著作
- 《学佛是怎么一回事》、《怎样实践佛法》，1953年；
- 《般若花》，1991年；
- 《佛教常识问答》
- 《书简节录》
- 《心经的理论和实践》
- 《佛教的人生价值观》
- 《法藏碎金》
- 《中国历代养性进德格言、诗偈、楹联》